# Manon Arcangioli
Manon Arcangioli (* 28. August 1994 in Rouen) ist eine französische Tennisspielerin.

## Karriere
Arcangioli spielt überwiegend auf Turnieren des ITF Women’s Circuit, bei denen sie bislang sieben Einzel- und 15 Doppeltitel gewinnen konnte.
Nachdem sie 2013 und 2014 bei den French Open in der Qualifikation angetreten war, erhielt sie 2015 vom Veranstalter eine Wildcard für das Hauptfeld der Einzelkonkurrenz; sie kam allerdings nicht über die erste Runde hinaus.

## Turniersiege

### Einzel
| Nr. | Datum             | Turnier                  | Kategorie   | Belag             | Finalgegnerin          | Ergebnis       |
| --- | ----------------- | ------------------------ | ----------- | ----------------- | ---------------------- | -------------- |
| 1.  | 4. November 2012  | Iraklio                  | ITF $10.000 | Teppich           | Borislawa Botuscharowa | 6:1, 6:2       |
| 2.  | 18. November 2012 | Iraklio                  | ITF $10.000 | Teppich           | Imane Maelle Kocher    | 7:67, 6:3      |
| 3.  | 27. Juli 2013     | Maaseik                  | ITF $10.000 | Sand              | Greetje Minnen         | 6:2, 3:6, 7:5  |
| 4.  | 5. September 2015 | Port El-Kantaoui         | ITF $10.000 | Hartplatz         | Chiraz Bechri          | 6:4, 6:3       |
| 5.  | 11. Februar 2017  | Edgbaston                | ITF $15.000 | Hartplatz (Halle) | Panna Udvardy          | 7:64, 6:1      |
| 6.  | 25. November 2017 | Minsk                    | ITF $15.000 | Hartplatz (Halle) | Julija Hatouka         | 6:72, 6:3, 6:2 |
| 7.  | 22. April 2018    | Santa Margherita di Pula | ITF $25.000 | Sand              | Martina Trevisan       | 2:6, 6:2, 6:4  |
| 8.  | 31. Juli 2022     | Kottingbrunn             | ITF W15     | Sand              | Dalila Spiteri         | 0:6, 6:4, 6:0  |

### Doppel
| Nr. | Datum              | Turnier                  | Kategorie   | Belag             | Partnerin            | Finalgegnerinnen                        | Ergebnis         |
| --- | ------------------ | ------------------------ | ----------- | ----------------- | -------------------- | --------------------------------------- | ---------------- |
| 1.  | 14. Oktober 2012   | Mytilini                 | ITF $10.000 | Hartplatz         | Laëtitia Sarrazin    | Stefanie Stemmer Kathinka von Deichmann | 6:4, 6:3         |
| 2.  | 21. Oktober 2012   | Iraklio                  | ITF $10.000 | Teppich           | Laëtitia Sarrazin    | Valeria Podda Rosalie van der Hoek      | 7:64, 6:2        |
| 3.  | 4. November 2012   | Iraklio                  | ITF $10.000 | Teppich           | Laëtitia Sarrazin    | Despina Papamichail Despoina Vogasari   | 6:4, 6:4         |
| 4.  | 4. September 2015  | Port El-Kantaoui         | ITF $10.000 | Hartplatz         | Michaela Hončová     | Wera Aleschtschewa Marija Sotowa        | 6:0, 6:1         |
| 5.  | 19. September 2015 | Port El-Kantaoui         | ITF $10.000 | Hartplatz         | Sadafmoch Tolibowa   | Olga Doroschina Margarita Lasarewa      | 3:6, 6:3, [10:6] |
| 6.  | 5. Februar 2016    | Grenoble                 | ITF $25.000 | Hartplatz (Halle) | Alizé Lim            | Lidsija Marosawa Amra Sadikovic         | 7:5, 6:2         |
| 7.  | 4. März 2016       | Mâcon                    | ITF $10.000 | Hartplatz (Halle) | Silvia Njirić        | Emilie Francati Wera Lapko              | 7:5, 7:65        |
| 8.  | 23. April 2016     | Hammamet                 | ITF $10.000 | Sand              | Angelica Moratelli   | Inès Ibbou Petra Januscova              | 6:3, 6:4         |
| 9.  | 26. August 2016    | Wanfercée-Baulet         | ITF $10.000 | Sand              | Magali Kempen        | Anastasia Smirnova Victoria Smirnova    | 6:2, 6:0         |
| 10. | 19. November 2016  | Iraklio                  | ITF $10.000 | Hartplatz         | Despina Papamichail  | Emilie Francati Sarah Beth Grey         | 6:4, 6:2         |
| 11. | 13. Oktober 2017   | Cherbourg-en-Cotentin    | ITF $25.000 | Hartplatz (Halle) | Shérazad Reix        | Samantha Murray Karman Kaur Thandi      | 3:1 Aufgabe      |
| 12. | 3. November 2017   | Nantes                   | ITF $25.000 | Hartplatz (Halle) | Shérazad Reix        | Lesley Kerkhove Michaella Krajicek      | 6:2, 6:3         |
| 13. | 7. September 2018  | Sofia                    | ITF $25.000 | Sand              | Marie Benoît         | Amina Anschba Polina Monowa             | 6:4, 7:65        |
| 14. | 27. April 2019     | Santa Margherita di Pula | ITF W25     | Sand              | Elixane Lechemia     | Wiktorija Kan Anna Morgina              | ohne Spiel       |
| 15. | 20. Juli 2019      | Biarritz                 | ITF W80     | Sand              | Kimberley Zimmermann | Victoria Rodríguez Ioana Loredana Roșca | 2:6, 6:3, [10:6] |